# جيري هارفي (رجل أعمال)
جيري هارفي (بالإنجليزية: Gerry Harvey)‏ (مواليد 18 سبتمبر 1939) رجل أعمال أسترالي اشتهر بكونه الرئيس التنفيذي لشركة هارفى نورمان، وهي شركة تدير سلسلة متاجر التجزئة الأسترالية Harvey Norman. شارك في تأسيسها مع يان نورمان في عام 1982.